# Loxioda similis
Loxioda similis là một loài bướm đêm trong họ Noctuidae.